# وسام القبر المقدس
وسام القبر المقدس أو وسام فارس القبر المقدس (باللاتينيّة: Ordo Equestris Sancti Sepulcri Hierosolymitani) هو لقب فارس ووسام فارس روماني كاثوليكي تحت حماية الكرسي الرسولي. تأسست في الأصل كما باسم Milites Sancti Sepulcri وارتبطت مع شرائع الرهبنة الأوغسطينية ال113. وتعود جذورها إلى حوالي 1099 من خلال الدوق جودفري الذي دعي باسم «المدافع عن القبر المقدس»، والذي كان واحد من قادة الحملة الصليبية الأولى وأول حاكم لمملكة بيت المقدس.
بالإضافة إلى الرهبان، تضم فرسان القبر المقدس في عضويتها علمانيين منذ وقت مبكر من نشأتها حيث عرف الفرسان في الشجاعة والتفاني ضمن القوات الصليبية. توعد هؤلاء الفرنسان الانصياع لقوانين الرهبنة الأوغسطينية وهي الفقر والطاعة، وقامت على وجه التحديد في الدفاع عن كنيسة القيامة والأماكن المقدسة تحت قيادة ملوك مملكة بيت المقدس. حتى اليوم، واحدة من المهام الأساسية للفرسان «دعم الوجود المسيحي في الأراضي المقدسة».
مع سقوط مملكة القدس عام 1187 وسقوط المملكة الصليبية في عكا في عام 1291، تم نقل صلاحيات فرسان القبر المقدس للحراسة الفرنسيسكانية في الأراضي المقدسة، وهي أعلى سلطة كاثوليكية في الأراضي المقدسة خلال العصور الوسطى. في عام 1496، قام البابا إسكندر السادس بترسيخ السيد الأكبر في البابوية. في عام 1847، تم ترميم البطريركية اللاتينية في القدس من قبل البابا بيوس التاسع وأعيد تنظيم فرسان القبر المقدس على أساس العلاقات القانونية والروحية لدى الكرسي الرسولي. منذ عام 1949، يترأس منصب السيد الأكبر الكرادلة. وهي المنظمة الوحيد في العصور الوسطى، جنبًا إلى جنب مع فرسان مالطة، المعترف بها والمحمية من قبل الكرسي الرسولي.
ويقدر أعداد الأعضاء في المنظمة حوالي 23,000 عضو في جميع أنحاء العالم، بما في ذلك ملوك ورؤساء الدول، والأقران الخاصة بهم. من ضمن رؤساء الدول الأعضاء في فرسان القبر المقدس ملوك إسبانيا، وبلجيكا، وموناكو، ولوكسمبورغ وليختنشتاين. وتقع مقر المنظمة في قصر ديلا روفيري على مقربة من مدينة الفاتيكان.

## حائزون على الوسام
- فائق حداد (1914-2001)، أسقف القدس الأنجليكاني الحادي عشر.[5]

- جو بايدن، الرئيس السادس والأربعون للولايات المتحدة الأمريكية، مُنح الوسام بتاريخ 15 يوليو 2022 في كنيسة المهد خلال زيارته لها.[6]